# Triplectides truncatus
Triplectides truncatus är en nattsländeart som beskrevs av Arturs Neboiss 1977. Triplectides truncatus ingår i släktet Triplectides och familjen långhornssländor. Inga underarter finns listade i Catalogue of Life.